# چیفتلیک‌لر (جیحان)
چیفتلیک‌لر {{ترکی|Çiftlikler) (به کردی: Çiftlikat) یک منطقهٔ مسکونی در ترکیه است که در جیحان واقع شده‌است.